# Johnnie Cochran
Johnnie L. Cochran Jr., född 2 oktober 1937 i Shreveport, Louisiana, död 29 mars 2005 i Los Angeles, Kalifornien, var en amerikansk advokat. Han är mest känd för att ha varit en av åtta försvarsadvokater som ingick i advokatkonstellationen som företrädde O.J. Simpson i en av modern tids mest uppmärksammade mordrättegångar rörande morden på Simpsons före detta fru Nicole Brown Simpson och hennes vän Ron Goldman, som knivmördades den 12 juni 1994 i Brentwood i Kalifornien. Amerikansk media namngav advokatkonstellationen med namnet Dream Team på grund av att alla var stjärnadvokater och nationellt uppmärksammade. Den som ledde advokatkonstellationen var Robert Shapiro, men Shapiro avsade sig den rollen och lät Cochran ta över i januari 1995 efter att Shapiro tyckte att Cochran spelade för mycket på raskortet och inte på själva anklagelsen i sig. De försvarade Simpson framgångsrikt och han blev friad den 3 oktober 1995  när domare Lance Ito läste upp juryns beslut.
Han företrädde andra klienter som bland annat Riddick Bowe, Todd Bridges, Sean Combs, Michael Jackson, Marion Jones, Tupac Shakur och Snoop Dogg men tackade nej till att representera Allen Iverson och R. Kelly.
Cochran avlade en kandidatexamen i företagsekonomi vid University of California, Los Angeles och en juristexamen från Loyola Law School.